# Den Røde Pyramide
Den Røde Pyramide er en fantasy-eventyrroman af fra 2010 skrevet af den amerikanske forfatter Rick Riordan. Bogen er den første bog i serien om Kane Arkiverne, som er baseret på den egyptiske mytologi.
| Bog | Spire Denne artikel om bøger og tidsskrifter er en spire som bør udbygges. Du er velkommen til at hjælpe Wikipedia ved at udvide den. |